# Maximilian Hohenberg
Maximilian „Max“ Hohenberg (* 29. September 1902 auf Schloss Belvedere in Wien; † 8. Jänner 1962 in Wien), von 1914 bis 1919 Herzog von Hohenberg, war ein österreichischer Aristokrat und Oberhaupt des Hauses Hohenberg.

Maximilian Hohenberg (1930er, Sammlung Raoul Korty)

## Leben

Franz Ferdinand mit seiner Familie, um 1908 (Max rechts)

Wappen der Herzöge und Fürsten von Hohenberg (1917)

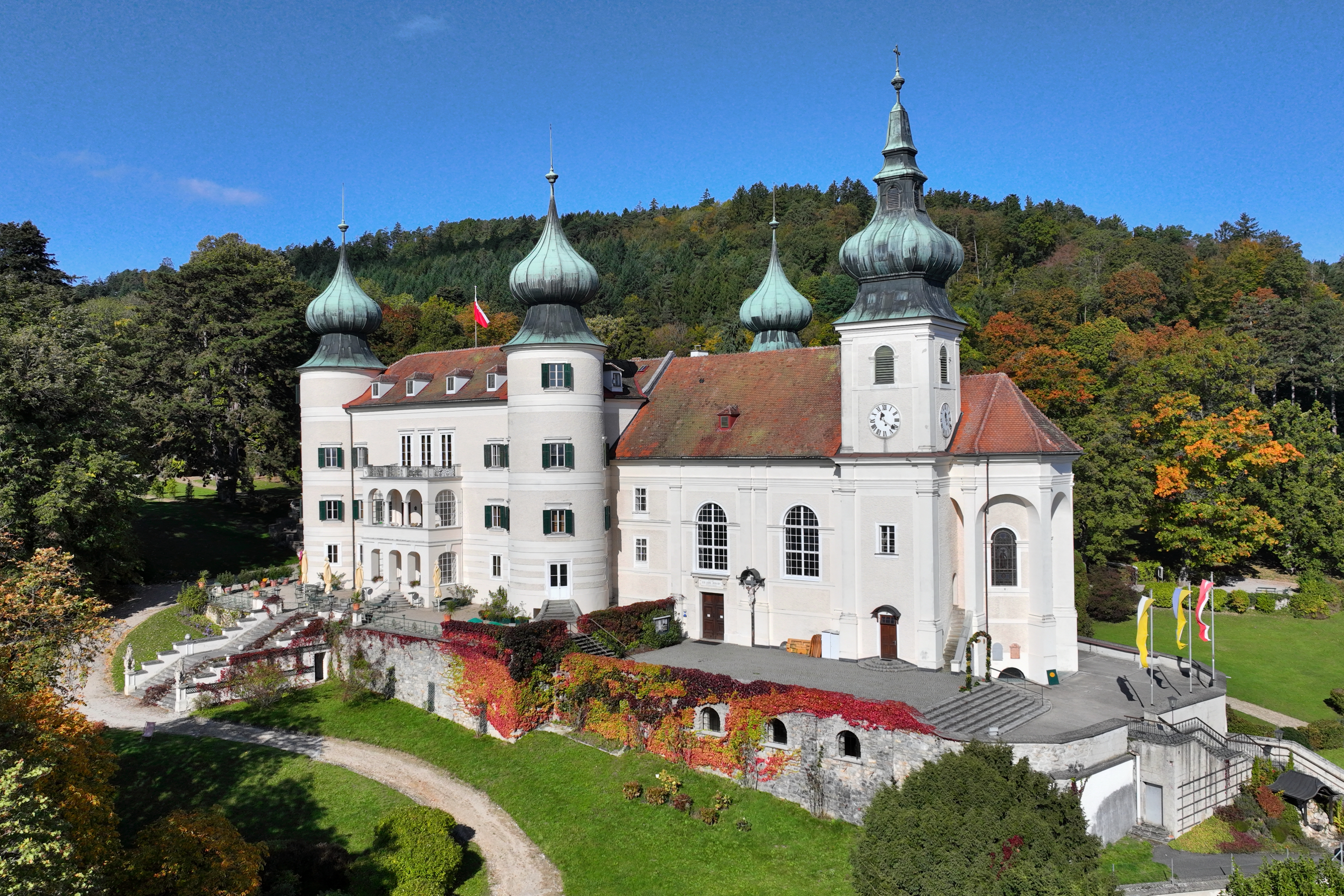
Schloss Artstetten; Familiensitz des Hauses Hohenberg

Maximilian Karl Franz Michael Hubert Anton Ignatius Joseph Maria Fürst von Hohenberg war der älteste Sohn von vier Kindern des österreichischen Thronfolgers Franz Ferdinand, Erzherzog von Österreich-Este (1863–1914) und seiner Ehefrau Gräfin Sophie Chotek, Herzogin von Hohenberg (1868–1914). Durch die morganatische Ehe seiner Eltern waren er und seine Geschwister von der Thronfolge ausgeschlossen.
Nach dem Attentat auf seine Eltern im Jahr 1914 kamen er und seine Geschwister in die Obhut seiner Tante mütterlicherseits, Henriette Gräfin Chotek. Die verwaisten Kinder wurden von Kaiser Franz Joseph I. nur einmal empfangen. Die drei Kinder erbten das Schloss Artstetten in Niederösterreich, ferner das Schloss Konopiště südlich von Prag, das Schloss Chlumetz in Südböhmen nahe der Grenze zu Österreich und das Schloss Greifenberg in Radmer in der Steiermark. Nach dem Tod des Kaisers Franz Joseph 1916 wurden aus seinem Nachlass 20.000 ha Hektar Waldbesitz in Radmer, Steiermark, die eigentlich als testamentarisches Erbteil für Franz Ferdinand vorgesehen waren, an dessen Waisenkinder Max, Sophie und Ernst übertragen.
Während der Regierungszeit Kaiser Karls I. erhielten die Kinder des Thronfolgerpaars am 31. August 1917 ein erbliches Wappen und die in der Primogenitur erbliche Herzogswürde mit der Anrede „Hoheit“, die übrigen Nachkommen den Titel Fürst bzw. Fürstin mit der Anrede „Durchlaucht“. Maximilian bekam somit als Erstgeborener den Titel Herzog und wurde Chef des Hauses Hohenberg. Das Adelsaufhebungsgesetz hob 1919 in Österreich alle Adelstitel auf; außerhalb Österreichs nennen sich Maximilians Nachkommen jedoch Fürst bzw. Fürstin von Hohenberg.
Im Jahr 1919 bestimmte ein Sondergesetz der neuen tschechoslowakischen Republik die Ausweisung Maximilians und seines jüngeren Bruders Ernst nach Österreich. Maximilian besuchte das Schottengymnasium in Wien. Anschließend studierte er Rechtswissenschaften. Im Jahr 1926 promovierte er an der Universität Graz zum Dr. jur. Im selben Jahre heiratete Maximilian Elisabeth Bona Gräfin von Waldburg zu Wolfegg und Waldsee. Beruflich war er als Jurist tätig und verwaltete den Besitz der Familie. Wie sein Bruder trat er als monarchistischer Redner auf und hatte engen Kontakt zu Otto von Habsburg. Im legitimistischen Dachverband Eiserner Ring war er Ehrenvorsitzender.

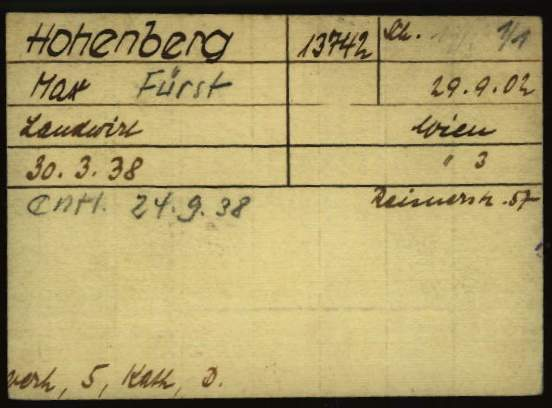
Registrierungskarte von Maximilian Hohenberg als Gefangener im nationalsozialistischen Konzentrationslager Dachau

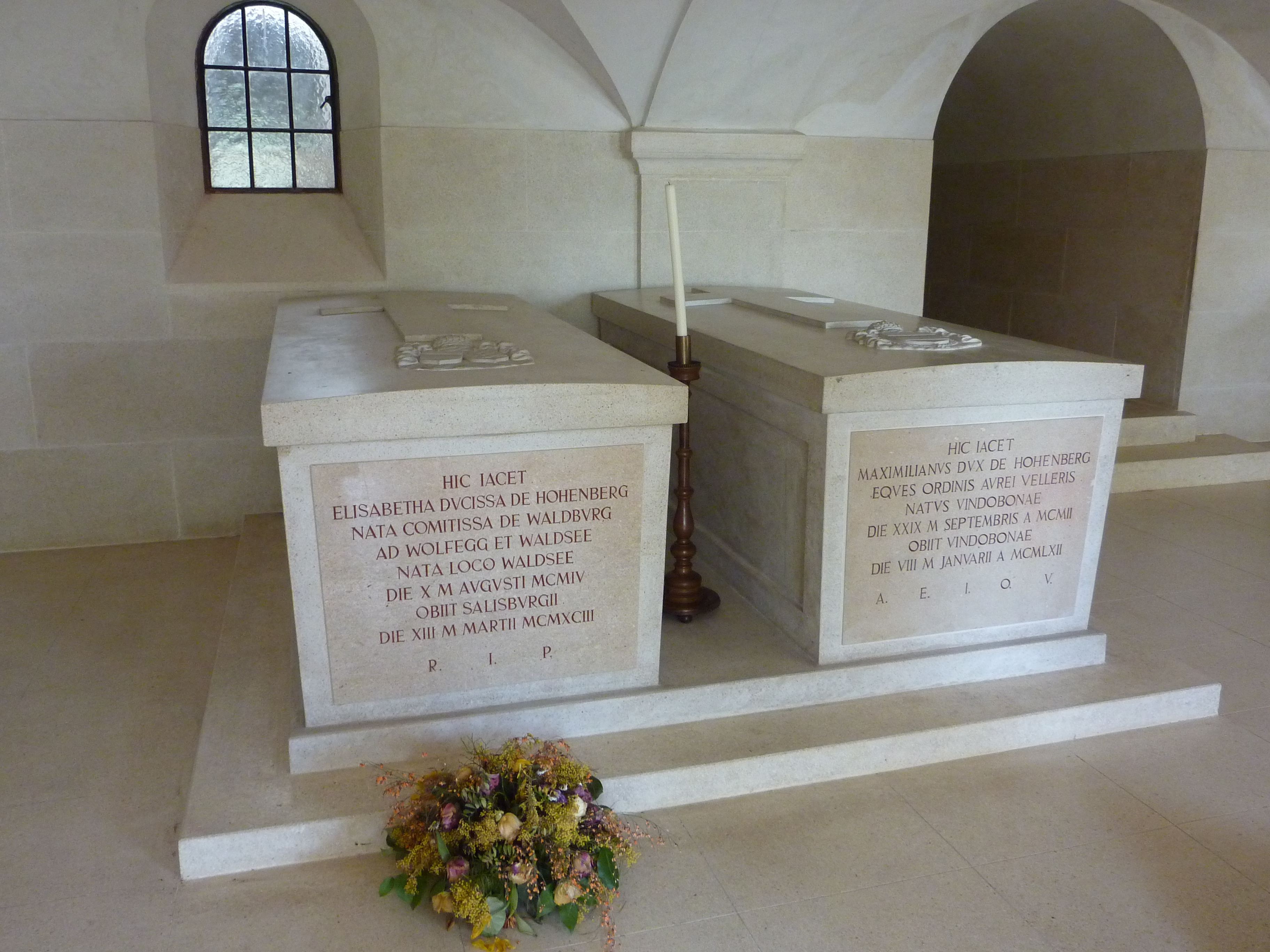
Sarkophage von Elisabeth und Maximilian Hohenberg in der Gruft von Schloss Artstetten

Am 14. März 1938 wurden er und sein Bruder Ernst, die sich für die Selbstständigkeit Österreichs und gegen den „Anschluss“ an das Deutsche Reich ausgesprochen hatten, in das Konzentrationslager Dachau deportiert. Beide Brüder wurden vorzugsweise für das Reinigen der Latrinen eingesetzt. Der spätere Bundeskanzler Leopold Figl berichtete, dass die Brüder die Erniedrigungen mit heiterer Würde ertrugen und sich gegenüber den Mitgefangenen stets kameradschaftlich verhielten. Maximilian wurde wohl durch Fürsprache seiner Frau bei Hermann Göring nach einem halben Jahr entlassen, während Ernst in andere KZs verlegt wurde und erst 1943 heimkehren konnte. Nach seiner Entlassung wurde Maximilian auf Schloss Artstetten ein Zwangsaufenthaltsort zugewiesen. Zudem wurde der Besitz der Familie enteignet.
Nach der Befreiung wählten ihn die Einwohner mit Zustimmung der sowjetischen Besatzungsmacht zum Bürgermeister von Artstetten. Die Position behielt er zweimal fünf Jahre lang. Außerdem war er für lange Jahre der Bevollmächtigte von Otto von Habsburg bei den Vermögensverhandlungen zwischen dem Haus Habsburg und der österreichischen Bundesregierung. Diese Gespräche erklärte Maximilian 1958 für gescheitert, da sich keine Kompromisslinie abzeichnete. Otto von Habsburg beauftragte Hohenberg daraufhin, mit der Regierung über die Rückkehr der Habsburger zu verhandeln. Als das österreichische Verfassungsgericht dieses ausschloss, legte Maximilian das Mandat nieder.
Maximilian starb am 8. Jänner 1962 in Wien an den Spätfolgen der im Konzentrationslager erlittenen Misshandlungen und wurde in der Hohenberg’schen Familiengruft in Schloss Artstetten beigesetzt.

## Ehe und Nachkommen
Am 16. November 1926 heiratete er in Wolfegg, Württemberg, Elisabetha Bona Gräfin von Waldburg zu Wolfegg und Waldsee (1904–1993), eine Tochter des Maximilian Fürst von Waldburg zu Wolfegg und Waldsee und der Sidonie, geb. Prinzessin von Lobkowitz. Aus der Ehe gingen sechs Söhne hervor:
- Franz Ferdinand (1927–1977) ⚭ 1956 Prinzessin Elisabeth von Luxemburg (1922–2011), älteste Tochter der Großherzogin Charlotte von Luxemburg
  - Anita ⚭ Graf Romée de La Poeze d’Harambure
- Georg (1929–2019), österreichischer Botschafter ⚭ 1960 Eleonore Auersperg-Breunner (1928–2021)
- Albrecht (1931–2021) ⚭ 1962 Leontine Cassis-Faraone (* 1933)
- Johannes (1933–2003), Unternehmer (Gmundner Keramik) ⚭ 1969 Elisabeth Meilinger-Rehrl (* 1947)
- Peter (1936–2017) ⚭ 1970 Christine-Maria Meilinger-Rehrl (* 1945)
- Gerhard (1941–2019)